# Peach Lake
Peach Lake es un lugar designado por el censo ubicado en el condado de Putnam y una parte en el condado de Westchester en el estado estadounidense de Nueva York. En el año 2000 tenía una población de 1,671 habitantes y una densidad poblacional de 239.1 personas por km². Peach Lake se encuentra ubicado dentro del pueblo de Southeast y parte de North Salem.

## Geografía
Peach Lake se encuentra ubicado en las coordenadas 41°21′49″N 73°34′28″O / 41.36361, -73.57444. Según la Oficina del Censo, la ciudad tiene un área total de 7,9 km² (3,1 mi²), de la cual 7 km² (2,7 mi²) es tierra y 0,9 km² (0,3 mi²) (11.76%) es agua.

## Demografía
Según la Oficina del Censo en 2000 los ingresos medios por hogar en la localidad eran de $72,222, y los ingresos medios por familia eran $82,222. Los hombres tenían unos ingresos medios de $55,529 frente a los $39,479 para las mujeres. La renta per cápita para la localidad era de $33,340. Alrededor del 0% de la población estaban por debajo del umbral de pobreza.